# Ruxandra Lupu

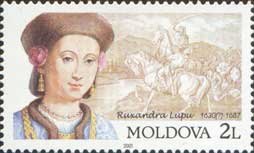
Ruxandra Lupu

Ruxandra Lupu (n. 1630 ? – d. 1686, Cetatea Neamț) a fost fiica domnitorului Moldovei Vasile Lupu.

## Biografie
Ruxandra a fost fiica domnitorului Moldovei Vasile Lupu (1634–1653) și a Doamnei Tudosca (Tudosia) (1600-1639). Ea a fost căsătorită cu Timuș Hmelnițki (1632–1653), fiul cel mare al lui Bogdan Hmelnițki, hatmanul cazacilor, cu care a avut doi fii gemeni.
Printre pretendenții la mâna ei s-au numărat Timuș Hmelnițki, Piotr Potocki, fiul voievodului de Bratslav Potocki, prințul Dmîtro Iuri Vîșnevețki și Marcin Kalinowski .

### Ruxandra și Hmelnițki
Pe 31 august 1652, Ruxandra s-a căsătorit cu Timuș Hmelnițki. După moartea acestuia, chiar înainte de înmormântarea sa, care a avut loc pe 27 decembrie 1653 în Cihîrîn, Ruxandra a născut doi gemeni. A locuit cu ei o vreme în Subotiv, unde a fost vizitată, printre altele, de Patriarhul Antiohiei, Macarie. Mai târziu, s-a mutat pe moșia Zinkivskii Kliuci din părțile Poltavei, dăruită de Bogdan Hmelnițki.
În 1658, fratele ei, voievodul Ștefăniță a vrut să o ia cu forța de la Rașcov, moșie pe Nistru care îi fusese dăruită de Bogdan Hmelnițki după moartea lui Timuș, unde locuia la acel moment. La Rașcov, pe 1 ianuarie 1660, ea a scris o petiție către țarul Moscovei, cerând să i se acorde un „hrisov” de stăpânire pe viață a celor trei moșii acordate de Hmelnițki.

### Soarta ulterioară

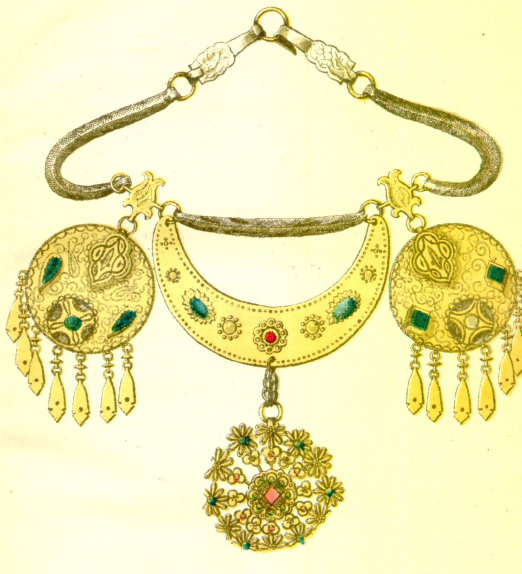
Colierul Ruxandrei

Informațiile suplimentare despre Ruxandra sunt destul de incerte. Printre altele, există o mențiune a Roksolanei doamnei Hmelnițki ca proprietară a Camencii în registrul din 1664 al Voievodatului Brațlav al Uniunii Polono-Lituaniene.

### Versiunea ucraineană
Existau zvonuri conform cărora, în 1660, fratele mai mic al lui Timuș, hatmanul de atunci Iuri Hmelnițki, a dat-o pe soția răposatului său frate mai mare nobilului francez Henri de Bois, care inițial a slujit regelui Poloniei și mai târziu s-a alăturat oștii zaporojene, s-a convertit la ortodoxie și a devenit Andrii Antonovski. Din căsătoria cu Antonovski (din nou, presupusă) Ruxandra a avut un fiu, Petru.
O vreme au locuit pe Nistru, în târgul Rașcov. Când fratele Ruxandrei Ștefăniță Lupu a ajuns la putere în Principatul Moldovei, a încercat să-și aducă sora la Iași, trimițând chiar o escortă specială în Ucraina în acest scop. Cu toate acestea, cazacii i-au respins pe moldoveni din Rașcov, iar doamna Ruxandra a rămas în Transnistria.

### Versiunea moldovenească
Sursele istorice de origine moldovenească relatează că, începând cu anul 1666, doamna Ruxandra a trăit timp de douăzeci de ani în Principatul Moldovei, până când, în timpul unuia dintre conflictele polono-moldovenești, a fost capturată de soldații Uniunii Polono-Lituaniene lângă cetatea Neamț și executată în 1686 (conform altor surse, 1687) din cauza că era nora a detestatului Bogdan Hmelnițki.
Potrivit lui Nicolae Bulat, istoric moldovean și autor al unui roman istoric despre Ruxandra, boierul moldovean Vasili Krupețki a cerut-o în căsătorie. Ruxandra a refuzat, iar boierul a decis să se răzbune. Iar când regele Poloniei a pornit cu război împotriva Moldovei, Krupețki i-a condus pe polonezi la mănăstirea Sfântul Nicolae din Rașcov. Mănăstirea a fost jefuită, iar Ruxandra a fost executată acolo.

## Colierul Ruxandrei
Colierul Ruxandrei Lupu a fost păstrat în Biserica Sf. Nicolae din Bila Țerkva și a fost ulterior transferat la Muzeul de Istorie Locală din Bila Țerkva. În perioada sovietică, era evaluat la 10.000 de ruble. În anii 1930, colierul a fost luat de la muzeu și transferat la departamentul financiar pentru a fi vândut în străinătate. Soarta ulterioară a colierului este necunoscută.

## Literatură
Viața domniței Ruxandra a constituit sursa de inspirație pentru mai mulți autori: 
- Gheorghe Asachi - Ruxandra doamna (nuvelă)
- B.P. Hasdeu - Doamna Ruxandra (dramă)
- Nicolae Gane - Domnița Ruxandra (nuvelă) și un capitol special în Trecute vieți de doamne și domnițe, Domnițele lui Vasile Lupu
- Mihail Sadoveanu - Nunta domniței Ruxandra (roman), 1934
- D.R. Herz - Domnița Ruxandra (dramă în versuri)
- Elvira Bogdan - Domnița Ruxandra, 1969; Le Grand amour de la Princesse Rouxandra, 1977.[6]